# 울밑에 선 봉선화
《울밑에 선 봉선화》는 1989년 11월 6일부터 1990년 8월 31일까지 방송된 한국방송공사 1TV 일일연속극이다.

## 등장 인물
- 김윤경(어머니)
- 김미숙(정옥)
- 권기선(정애)
- 전인화(정님)
- 김민정
- 강효실(정님 시어머니)
- 신동훈(정옥 두 번째 남편)
- 김성일(정옥 상배한 첫 남편)
- 송기윤, 안승훈, 박선영, 김기섭
- 임혁주(정님 남편)
- 장미자(정옥 시어머니)
- 권영진, 전원주, 김혜숙, 이혜근, 김영기, 정상철
- 백준기(정애 남편)
- 조재훈
- 김인태, 사미자
- 변영훈(정님 시동생)
- 정소희(정님 시누이)
- 정순례(은선)
- 김민정(정옥 딸)
- 유경아, 문혁
- 김지영(끝순네)
- 양일민, 김성환, 김진화, 김동수, 허기호, 이만성
- 양형호
- 김진구(여자 심마니)
- 김동수
- 김진해
- 방숙례
- 오혜경
- 최석구
- 천수현
- 정재은
- 윤진영
- 홍성숙
- 장진석
- 박현정

## 수상
- 1990년 제46회 백상예술대상 아역상 - 박선영
- 1991년 제3회 한국방송작가상 TV 작가상 - 박정란[1]
- 1991년 제27회 백상예술대상 TV 극본상 - 박정란
- 1991년 제18회 한국방송대상 TV 부문 작가상 - 박정란(해당 작품 外)

## 참고 사항
- KBS 사태로 한동안 방송이 중단되기도 했다.[2]